# Adenopea illardatus
Adenopea illardatus är en plattmaskart som först beskrevs av Lohner och Heinrich Micoletzky 1911.  Adenopea illardatus ingår i släktet Adenopea och familjen Antroposthiidae. Inga underarter finns listade i Catalogue of Life.